# Kay Medford
Pour les articles homonymes, voir Medford.
Kay Medford, née le 14 septembre 1919 à New York où elle est morte le 10 avril 1980, est une actrice américaine.

## Filmographie

### Au cinéma
- 1942 : Maisie Gets Her Man (en) de Roy Del Ruth
- 1942 : The War Against Mrs. Hadley de Harold S. Bucquet
- 1942 : Mighty Lak a Goat (en) de Bert Glazer
- 1942 : Northwest Rangers (en) de Joseph M. Newman : Fille du Casino
- 1942 : Prisonniers du passé (Random Harvest) de Mervyn LeRoy
- 1943 : L'Amour travesti (Slightly Dangerous) de Wesley Ruggles
- 1943 : Three Hearts for Julia de Richard Thorpe : Thelma
- 1943 : Pilot N° 5 de George Sidney : Secrétaire de Davis
- 1943 : Swing Shift Maisie (en) de Norman Z. McLeod : Ann Wilson
- 1943 : L'Ange perdu (Lost Angel) de Roy Rowland : Standardiste
- 1943 : Whistling in Brooklyn de S. Sylvan Simon : Standardiste (voix)
- 1943 : Sucker Bait
- 1944 : Rationing (en) de Willis Goldbeck : Information Girl
- 1944 : Broadway qui chante (Broadway Rhythm) de Roy Del Ruth : Cashier at Arcade
- 1944 : Meet the People de Charles Reisner : Mrs. Smith
- 1944 : Une romance américaine (An American Romance) de King Vidor : Yulka - Farmer's Wife
- 1944 : Madame Parkington (Mrs. Parkington) de Tay Garnett : Minnie, servante des Parkington
- 1944 : Return from Nowhere de Paul Burnford : Serveuse
- 1945 : Le Portrait de Dorian Gray (The Picture of Dorian Gray) d'Albert Lewin : Girl
- 1945 : L'Aventure (Adventure) de Victor Fleming : Red
- 1948 : Le Sang de la terre (Tap Roots) de George Marshall : Caller
- 1949 : Le Maître du gang (The Undercover Man) de Joseph H. Lewis : Gladys LaVerne
- 1950 : Guilty Bystander de Joseph Lerner : Angel
- 1950 : La bisarca (en) de Giorgio Simonelli : Anna Paperiska
- 1952 : Mr. Walkie Talkie (en) de Fred Guiol : Marge
- 1956 : Singing in the Dark : Luli
- 1957 : Jamboree : Grace Show
- 1957 : Un homme dans la foule (A Face in the Crowd) : La première épouse de Mrs. Rhodes
- 1960 : Les Pièges de Broadway (The Rat Race) de Robert Mulligan : Mrs. 'Soda' Gallo, Landlady
- 1960 : La Vénus au vison (BUtterfield 8) : Happy
- 1960 : Girl of the Night : Rowena Claiborne
- 1962 : Two Tickets to Paris : Aggie
- 1964 : Ensign Pulver : Head Nurse
- 1966 : L'Homme à la tête fêlée (A Fine Madness) d'Irvin Kershner : Mrs. Fish
- 1967 : The Busy Body : Ma Norton
- 1968 : Funny Girl : Rose Brice
- 1969 : Angel in My Pocket (en) d'Alan Rafkin : Racine
- 1970 : Twinky : Mrs. Wardman, Scott's mother
- 1977 : Schmok (Fire Sale) d'Alan Arkin : Ruth Fikus
- 1980 : Windows : Ida Marx

### À la télévision
- 1954 : The Web (en) - Saison 4, épisode 29 : Stopover